# La principessa e il povero
La principessa e il povero è una miniserie televisiva di genere fantastico del 1997 diretta da Lamberto Bava, divisa in due puntate da un'ora e mezzo l'una, e interpretata da Anna Falchi, Lorenzo Crespi e Max von Sydow.

## Trama

### Prima parte
In un regno immaginario, vivono Re Hamil e la Regina sua moglie, la cui felicità è oscurata dall'impossibilità di avere un erede. La legge impone una scelta al Re: ripudiare la moglie e sposare una donna che possa dargli un figlio, oppure abdicare in favore del parente più stretto, suo fratello Migal; ma il sovrano non ha intenzione di rinunciare alla sua Regina, né vuole abdicare in favore del fratello del quale conosce l'avidità e la crudeltà.
Re Hamil decide allora di rivolgersi a Epos, lo Stregone malvagio che vive sull'Isola Nera, e si reca sul posto: ma senza saperlo si trova faccia a faccia con Gamesh, il buon apprendista bambino del mago, che travestito da Epos, gli procura una pozione da far bere alla Regina e che la aiuterà a generare un figlio. La pozione funziona, tuttavia il vero Epos, scoperto l'imbroglio di Gamesh, manda i suoi tre servitori Nos, Los, Cos ad avvertire Migal della nascita del bambino. Il malvagio principe ingaggia dei malviventi che uccidano il nipote. Nell'inseguire i rapitori che gli hanno sottratto il piccolo, Hamil li vede sprofondare nelle sabbie mobili credendo così che suo figlio sia morto. In realtà il bambino è stato salvato appena in tempo da Gamesh che lo lascia sulla riva del fiume. Qui il neonato viene trovato da Azira, una contadina, che lo alleverà assieme al suo figlio naturale. I due bambini si chiameranno, rispettivamente, Leonardo e Ademaro.
Re Hamil decide quindi di trovare un sostituto dell'erede appena perso. Disperato, chiede aiuto a una contadina, Sariba, supplicandola di consegnarle sua figlia e promettendole di poterle stare accanto come nutrice. Sariba accetta. Re Hamil decide di chiamare la bambina Mirabella.
Passano molti anni, ma Epos e Gamesh tengono d'occhio le vicende dei tre ragazzi e fanno in modo che i loro destini si incrocino intervenendo uno alla volta con l'aiuto della magia. Mirabella è stata educata per diventare regina e, divenuta ufficialmente principessa del regno, inizia a conoscere le dure prove del suo ruolo. Desiderosa di conoscere il mondo fuori dal regno, va a visitare il villaggio vestita da popolana. Lì vivono anche Leonardo e Ademaro: Leonardo è conosciuto da tutti per la sua fama di donnaiolo e campione in tutte le attività sportive. Ademaro è un timido ragazzo, compositore di poesie e di musica. Mirabella si innamora immediatamente di Ademaro, mentre rimane disgustata dai modi di fare di Leonardo. Dopo essere stata ripetutamente umiliata da quest'ultimo, decide di vendicarsi e chiede al padre di poterlo avere come schiavo personale.

### Seconda parte
Leonardo viene portato al castello, vestito da giullare e costretto a eseguire tutti i capricci della principessa, che gli nasconde il suo volto. Con uno stratagemma, riesce a smascherarla ma nonostante tutto, i due paiono attratti l'uno dall'altro. Nel frattempo Mirabella continua a frequentare Ademaro, ma le costa nascondergli la verità, soprattutto perché lui detesta la principessa. Mirabella è sempre più infelice, anche perché i due fratelli la aiutano a guardarsi dentro.
Migal, geloso, architetta un piano per farlo uccidere, ma Leonardo riesce a scappare. Ademaro arriva al castello per chiedere il rilascio di Leonardo e così scopre il segreto di Mirabella e grazie a lui, capisce che l'astio che provava verso Leonardo, in realtà è amore.
Dopo la fuga di Leonardo, Migal sparge la voce che Leonardo ha rubato i cavalli e l'esercito attacca il villaggio. Il Re giunge sul posto e viene ferito a morte su richiesta di Migal. La legge impone che dopo la morte del Re, se l'erede è un maschio deve salire al trono subito; se la figlia è femmina deve sposarsi il giorno stesso e, in mancanza di un uomo, deve sposare il parente più stretto, ovvero Migal, il quale porta al castello i sopravvissuti del villaggio in modo da accusare un'altra persona per l'attentato al Re. Gamesh, al suo turno, fa in modo che si scopra che la freccia che ha colpito il Re apparteneva all'esercito. Il Re, prima di morire, chiede a Leonardo di sposare Mirabella. Migal non lo accetta e affronta in duello Leonardo, il quale riesce a ucciderlo.
Così Leonardo e Mirabella possono sposarsi, apparentemente, solo per il bene del popolo. Dopo il funerale del Re, si celebra immediatamente il matrimonio ma in quel momento Ademaro irrompe rivelando a tutti la verità sulla loro nascita e che Leonardo è il vero figlio del Re. Sariba conferma la storia e rivela a Mirabella di essere sua madre. Leonardo però rifiuta di sposare Mirabella e lei fugge.
A Mirabella appare il fantasma del padre che la informa che il mago Epos in tutti questi anni l'ha spiata e manovrata. Mirabella si reca presso la sua dimora e lui le impone di sposarla, pena l'uccisione di tutta la sua famiglia. Manda così un messaggio a tutti i suoi parenti per farli correre al castello e una volta giunti, li trasforma tutti in statue di pietra. Ma Gamesh si ribella e distrugge la fonte di potere di Epos, spezzando così l'incantesimo, ma essendo Mirabella la vera figlia di Epos, anche lei perde le sue forze. Anche Ademaro perde le forze e così si scopre essere lui il vero principe, bugia detta dalla madre in modo da dargli una gioia.
Ademaro così vorrebbe sposare Mirabella, ma la ragazza decide di tornare da Leonardo.